# Conistra vau-punctatum
Conistra vau-punctatum là một loài bướm đêm trong họ Noctuidae.